# 리쉬-로트크로이츠
리쉬-로트크로이츠(독일어: Risch-Rotkreuz)는 스위스 추크주의 자치체이다. 리쉬(Risch)는 원래 4개의 마을(로트크로이츠, 리쉬, 부오나스 및 홀츠하우제른)로 구성되어 있었다. 이것이 로트크로이츠 마을이 리쉬보다 훨씬 커졌기 때문에 리쉬-로트크로이츠로 변경하기로 결정했다. 2007년 11월 24일에 지자체를 리쉬-로트크로이츠로 홍보하기로 결정했다.

## 지리

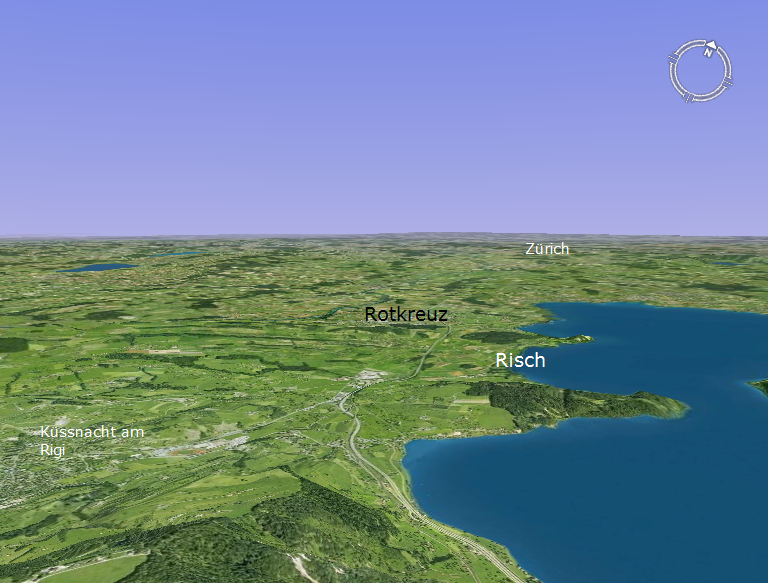
리기에서 리쉬와 로트크로이츠 방향으로 바라본 풍경

지자체는 추크 호수와 로이스강 사이에 있다. 남쪽에서 루터베르크는 지자체의 일부이다. 리쉬-로트크로이츠에는 많은 작은 강과 두 개의 작은 호수가 흐른다. 지자체는 역사적으로 리쉬, 부오나스 및 홀츠하우제른 및 로트크로이츠의 4개 마을로 구성되어 있다.
리쉬의 면적은 2006년 기준으로 14.8k㎡였다. 이 지역 중 61%는 농업용으로 사용되며 15.4%는 산림이다. 나머지 토지 중 21.3%는 정착지(건물 또는 도로)이고 나머지(2.4%)는 불모지(강, 빙하 또는 산)이다. 리쉬-로트크로이츠의 통합 지자체의 면적은 22.9k㎡이다.

## 인구통계
리쉬-로트크로이츠의 인구(2020년 12월 31일 기준)는 11,212명이다. 2020년 기준 전체 인구의 약 27.1%가 외국인이다.지난 10년 동안 인구는 29.3%의 비율로 증가했다. 대부분의 인구(2000년 기준)는 독일어(84.3%)를 사용하며, 세르보-크로아티아어가 두 번째로 많이 사용(3.3%)하고, 이탈리아어가 세 번째(2.7%)로 사용된다.
리쉬의 인구는 337명이며, 로트크로이츠의 인구는 7,425명이다.
2007 년 연방 선거에서 가장 인기 있는 정당은 34.1%의 득표율을 기록한 SVP였다. 다음으로 가장 인기 있는 3개 정당은 FDP (28.6%), CVP (18.2%), 녹색당 (12.2%)이었다.
리쉬에서는 인구의 약 71.5%(25-64세)가 비필수 고등교육 또는 추가 고등교육(대학 또는 응용학문대학)을 완료했다.
인구의 대다수는 로마 카톨릭(58%)이다. 나머지 인구 중 14.1%는 스위스 개혁 교회에 속하고 14.7%는 다른 교회에 속하며. 13.2%는 조직된 교회에 속하지 않았다.

## 경제
리쉬-로트크로이츠에서 가장 큰 회사는 로슈의 Roche Diagnostics International AG이다.
리쉬-로트크로이츠의 실업률은 2.3%이다. 2005년 기준으로 1차 경제 부문에 145명이 고용되어 있으며, 이 부문에 약 47개 기업이 참여하고 있다. 2,162명이 2차 부문에 고용되어 있고, 이 부문에 95개의 기업이 있다. 4,220명이 3차 부문에 고용되어 있으며, 이 부문에는 576개의 기업이 있다.

## 교통

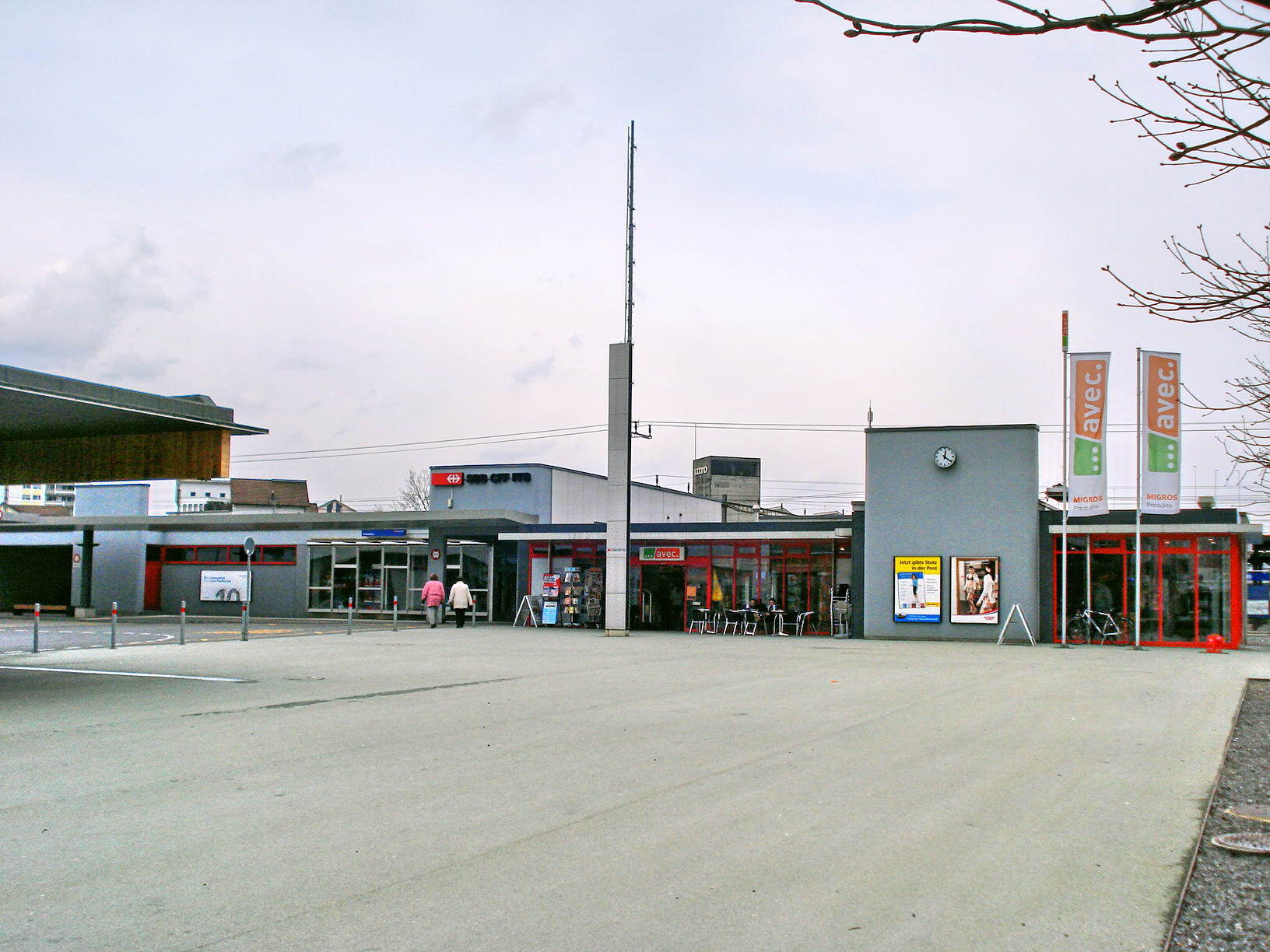
로트크로이츠역

리쉬-로트크로이츠는 두 개의 고속도로 A4 고속도로와 A14 고속도로 근처에 있다. 기차로 SBB를 타고 지자체에 도달할 수 있다. 로트크로이츠에는 매우 중요한 로트크로이츠역이 있다. 왜냐하면 고트하르트 고개를 통해 알프스를 가로지르는 철도 노선이 취리히에서 루체른까지 인터시티 선을 건너기 때문이다. 호수에서 배를 타고 캄, 추크 및 아르트로 이동할 수 있다.

## 관광
- 부오나스 성
- 프로이덴베르크 성
- 리쉬의 성 베레나 교회 (Church St. Verena)
- 부오나스의 성 게르만 교회 (Church St. German)
- 홀츠하우제른의 성 벤델린 교회 (Church St. Wendelin)